# SN 1997bp
SN 1997bp – supernowa typu Ia-pec odkryta 11 kwietnia 1997 roku w galaktyce NGC 4680. Jej maksymalna jasność wynosiła 14,15m.